# Kwanchai Fuangprakob
Kwanchai Fuangprakob (Thai: ขวัญชัย เฟื่องประกอบ, * 28. Mai 1978 in Sa Kaeo), auch als Dum bekannt, ist ein ehemaliger thailändischer Fußballspieler.

## Karriere

### Verein
Seine Karriere begann Kwanchai beim FC Rajnavy Rayong. Er spielte für diesen Verein von 1996 bis 2001. Dabei spielte er mit ihm sowohl in der Thai Premier League als auch in der Thailand Division 2 League. 2002 wechselte er zu BEC-Tero Sasana und wurde Vizemeister. Er erreichte mit der Mannschaft das Finale der Champions League 2003. Im Hinspiel wurde er in der 76. Minute eingewechselt. Das Finale gegen den Al Ain Club ging am Ende verloren.
Der FC Bangkok University war seine nächste Station und er half mit, dass der Aufsteiger in der Premier League am Ende der Saison Platz vier belegen konnte. Nach nur einem Jahr ging er zum FC Thailand Tobacco Monopoly, bei dem er bis ins Jahr 2010 spielte. 2005 wurde er mit diesem Verein ebenfalls Meister. Im Jahr 2011 wechselte er zu Chanthaburi FC in die zweite thailändische Liga, ehe er seine Karriere nach zwei Jahren in seiner Heimatstadt bei Sakaeo FC beendete.

### Nationalmannschaft
Seine Nationalmannschaftskarriere war weitaus weniger erfolgreich. Er schaffte es auf gerade einmal 11 Einsätze. Zwar wurde er immer wieder mal, wie zuletzt 2007, in den erweiterten Kreis der Nationalelf berufen, doch am Ende meist nicht nominiert. Sein größter Erfolg mit der Nationalelf war das Erreichen des Finales beim King’s Cup 2002.

## Erfolge

### Verein
BEC Tero Sasana
- Thai Premier League: 2002/03 (Vizemeister)
- AFC Champions League: 2002/03 (Finalist)

FC Thailand Tobacco Monopoly
- Thai Premier League: 2005

### Nationalmannschaft
- King’s Cup: 2002 (Finalist)